# Mario Cortiello
Mario Cortiello (Napoli, 1º luglio 1907 – San Sebastiano al Vesuvio, 23 dicembre 1981) è stato un pittore italiano.

## Biografia
Fu allievo di Gennaro Villani ma si staccò presto dal suo influsso; amico e collaboratore di Umberto Lilloni, partecipò al chiarismo lombardo, ma ben presto raggiunse uno stile personale riuscendo a rinnovare la pittura napoletana senza allontanarsi dalla tradizione: i suoi pensierosi Pulcinella fluttuanti su sfondi onirici lo fecero chiamare lo Chagall napoletano.
Sue opere sono presenti in numerosi musei italiani tra cui la Galleria d'arte moderna Ricci Oddi di Piacenza.
Ha partecipato ad importanti collettive:
- 1930, XVII Biennale di Venezia
- 1934, XIX Biennale di Venezia
- 1935, II Quadriennale di Roma
- 1936, XX Biennale di Venezia
- 1938, XXI Biennale di Venezia
- 1939, III Quadriennale di Roma
- 1939, Premio Bergamo
- 1940, XXII Biennale di Venezia
- 1942, XXIII Biennale di Venezia
- 1948, XXIV Biennale di Venezia

Nel 2006 una sua opera è stata scelta per la mostra itinerante “Il Treno dell'Arte” che ha esposto opere di cento tra i più importanti pittori italiani.
Il Comune di Massa di Somma gli ha intitolato un viale.
Nel 2008 a Napoli è stata organizzata una retrospettiva nel centenario della nascita, tenuta a Castel dell'Ovo.